# Joseph Faber
Pour les articles homonymes, voir Faber.
Joseph Faber, né le 15 octobre 1862 à Luxembourg-Ville (Luxembourg) et mort le 10 octobre 1933, est un ingénieur et homme politique luxembourgeois, membre du Parti de la droite (RP).

## Biographie
De 1906 à 1907, il est d'abord échevin puis, de 1907 à 1916, bourgmestre de la ville de Remich.
De 1908 à 1917, il siège à la Chambre des députés pour le canton de Remich.
Du 18 juin 1917 au 28 septembre 1918, Joseph Faber est Directeur général — soit l'équivalent de ministre de nos jours — de l’Agriculture, du Commerce, de l’Industrie et du Travail dans le gouvernement dirigé par Léon Kauffman dans le cadre de l'occupation allemande du Luxembourg pendant la Première Guerre mondiale,.
Joseph Faber est nommé conseiller d’État le 28 septembre 1918, fonction venue à terme le 10 octobre 1933.
Il meurt à son domicile de la rue des Dahlias à l'âge de 70 ans. Il est inhumé à Remich le 12 octobre 1933.
Joseph Faber est marié à Charlotte de Maringh.

## Décorations
- Commandeur de l'ordre d'Adolphe de Nassau[5] (Luxembourg)
- Commandeur de l'ordre de la Couronne[5] (Belgique)
- Officier de l'ordre de la Couronne de chêne[5] (Luxembourg)
- Médaille du roi Albert[5] (Belgique)